# Khorloogiin Bayanmönkh
Khorloogiin Bayanmönkh (né le 22 février 1944) est un lutteur mongol spécialiste de la lutte libre.

## Biographie
Lors des Championnats du monde, il remporte d'abord la médaille d'argent des Championnats du monde de lutte 1971, puis la médaille d'argent lors des Championnats du monde de lutte 1974 et enfin la médaille d'or lors des Championnats du monde de lutte 1975 dans la catégorie des moins de 100 kg. Il gagne également la médaille d'or lors des Jeux asiatiques en 1974. 
Lors des Jeux olympiques d'été de 1972, il remporte la médaille d'argent en combattant dans la catégorie des -100 kg.